# Rose Glass
Rose Glass   (Chelmsford, 1990) és una directora de cinema i guionista anglesa. Va fer el seu debut al llargmetratge amb la pel·lícula de terror psicològic Saint Maud el 2019, que va ser nominada a dos guardons als 74ns Premis BAFTA. El 2020, Glass va ser nomenada a millor directora debutant als Premis British Independent Film. El seu segon llargmetratge, Love Lies Bleeding, es va estrenar al Festival de Cinema de Sundance el gener de 2024.

## Trajectòria
Glass va néixer a Londres i va créixer al comtat d'Essex. Va assistir a la New Hall School i posteriorment al London College of Communication abans de dirigir i escriure els seus propis curtmetratges. Després de graduar-se, va fer un curtmetratge titulat Storm House, i més endavant va presentar-lo a la National Film and Television School, on es va graduar el 2014 i va realitzar el curtmetratge Room 55. Durant aquesta etapa formativa va escriure i dirigir un total de cinc curtmetratges. Glass s'identifica com a bisexual.
Després de dirigir el curtmetratge Room 55 el 2014, Glass va aconseguir notorietat amb el seu debut com a directora i guionista de llargmetratges amb la pel·lícula de terror psicològic Saint Maud. La història segueix la cuidadora Maud que, convertida al catolicisme, s'obsessiona amb una de les seves pacients creient que ha de salvar la seva ànima. Saint Maud es va estrenar al Festival Internacional de Cinema de Toronto el 8 de setembre de 2019. La pel·lícula va ser elogiada per la crítica per la seva direcció, ambientació, interpretacions i música.
El 2019 Glass va guanyar el premi IWC Schaffhausen Filmmaker Bursary Award. A finals del 2020, va guanyar el premi a la millor direcció debutant als British Independent Film Awards. El veterà director Danny Boyle va considerar Glass «un talent extraordinari i una narradora potent» amb una «visió singular».
El març de 2022, l'actor estatunidenc Kristen Stewart va anunciar que treballaria amb Glass al seu següent llargmetratge, un thriller romàntic titulat Love Lies Bleeding, que seria desenvolupat per Film4 i A24. La història segueix a Lou, una gerent de gimnàs solitària, interpretada per Kristen Stewart, que s'enamora de Jackie, una culturista ambiciosa, interpretada per Katy O'Brian. Jackie es dirigeix a Las Vegas per a perseguir el seu somni, però la seva relació desencadena la violència i les aboca dins de la família criminal de Lou. La pel·lícula es va estrenar internacionalment a la secció Midnight del Festival de Cinema de Sundance de 2024
En una entrevista del 2022 a Far Out, Glass recordava haver-se inspirat per a Saint Maud en pel·lícules com Repulsió (1965), La llavor del diable (1968), The Devils (1971) i Taxi Driver (1976). Glass va oferir una entrevista el 2024 a Associated Press arran de Love Lies Bleeding en què va referir-se a Showgirls, dirigida per Paul Verhoeven el 1995, com a font d'inspiració per a l'ambientació i el to general de la pel·lícula.